# Solanum demissum
Solanum demissum là loài thực vật có hoa trong họ Cà. Loài này được Lindl. miêu tả khoa học đầu tiên năm 1848.